# Michel Alves
Michel Aluízio da Cruz Alves, mais conhecido como Michel Alves (Pelotas, 25 de março de 1981), é um ex-futebolista brasileiro que atuava como goleiro. Entre 2020 e 2022, foi superintendente de Futebol do Guarani. Atualmente, desde novembro de 2022, é diretor executivo do Novorizontino. 

## Carreira
Iniciou nas categorias de base do Brasil de Pelotas, atuou também no Vila Nova-GO antes de se transferir para o Juventude. Quando chegou ao Juventude ficou um ano na reserva sem jogar ao menos um jogo. Mas a recompensa veio em 2007, quando, apesar do clube ser rebaixado no Campeonato Brasileiro, ele foi um dos melhores goleiros do campeonato, despertando interesses em vários clubes. Mas, com uma consideração enorme com o clube e com a torcida, ele preferiu ficar no clube da serra.

### Internacional
No fim do ano de 2008, o Juventude resolveu não renovar seu contrato, num processo de corte de gastos. Acabou se transferindo para o Internacional, onde virou reserva imediato de Lauro. Foi titular em partidas importantes como a disputa da Copa Suruga Bank de 2009.

### Ceará
Em 2010, deixou o Inter e foi para o Ceará. Michel Alves estreou pelo Ceará contra o PSV Eindhoven, da Holanda, onde a partida terminou em 1 a 1.
Em 27 de dezembro de 2010, foi descartado pela diretoria do Ceará para a próxima temporada.

### Vila Nova
Em 29 de dezembro de 2010, foi anunciado como novo reforço do Vila Nova, com contrato de dois anos (até o final da temporada de 2012), mas chega, provavelmente, para ser reserva de Max, que deve renovar o seu contrato com o time goiano.

### Criciúma
Em 9 de março de 2012, foi contratado pelo Criciúma para reforçar o time para a disputa da Série B.
Em 8 de Setembro de 2012, o goleiro protagonizou um lance bizarro. Ao defender um chute do atacante Fábio Júnior, o goleiro segurou a bola e a chutou para o próprio gol, marcando um gol contra incrível. Na ocasião, o Criciúma, jogando em casa, perdeu para o América Mineiro por 4 a 0.

### Vasco da Gama
Em dezembro de 2012, Renê Simões, de maneira inovadora, via Facebook, conseguiu contratar Michel como novo goleiro do Vasco e, consequentemente, como substituto de Fernando Prass. Estreou pelo Vasco no dia 3 de abril de 2013, contra o Botafogo, entrando como substituto de Alessandro que foi expulso perdendo o jogo por 3 a 0. No campeonato brasileiro estreou diante da Portuguesa na vitória por 1 a 0 em São Januário. Na segunda rodada fora de casa contra o São Paulo perdeu o jogo por 5 a 1 em 29 de maio de 2013. Após ser criticado pelo torcedores pelos últimos jogos do campeonato, Michel Alves fez boas defesas na vitória contra o Atlético Mineiro por 2 a 0 dentro de casa. Jogou também diante o empate contra o Bahia em Volta Redonda por 1 a 1 e na derrota contra o Internacional por 5 a 3, com a chegada de Dorival Júnior perdeu vaga para Diogo Silva mas com as más atuações do goleiro, voltou a meta do Vasco no jogo contra o Vitória.

### Botafogo-PB
Em 16 de dezembro de 2015, após 2 anos sem disputar uma partida oficial, Michel Alves foi anunciado como novo reforço do Botafogo-PB para a temporada 2016. Após sucesso no Botafogo-PB, Michel Alves renovou por mais 1 ano com o clube paraibano. Michel Alves estar sendo o goleiro menos vazado no Campeonato Brasileiro e com isso fazendo que o Botafogo-PB seja uma das defesas menos vazadas do Futebol Brasileiro. Com a má campanha na Série C, Michel Alves não teve seu contrato renovado com o Botafogo-PB, para 2018, deixando o clube.

### Novo Hamburgo
Em 24 de janeiro de 2018, foi anunciado pelo Novo Hamburgo.

### CRAC
Em 3 de maio de 2018, Michel Alves assinou com o CRAC, para a disputa da Divisão de Acesso de 2018, equivalente a 2ª divisão estadual.

## Títulos
Vila Nova
- Campeonato Goiano: 2005

Internacional
- Campeonato Gaúcho: 2009
- Copa Suruga Bank: 2009

Botafogo-PB
- Campeonato Paraibano: 2017